# 14. honvedski pehotni polk (Avstro-Ogrska)
Za druge 14. polke glejte 14. polk.
14. honvedski pehotni polk je bil pehotni polk avstro-ogrskega Honveda.

## Zgodovina
Polk je bil ustanovljen leta 1886.

### Prva svetovna vojna
Polkovna narodnostna sestava leta 1914 je bila sledeča: 85% Slovakov in 15% drugih.

## Poveljniki polka
- 1914: Lazarus Formanek[2]